# Frickendorf (Ebern)
Frickendorf ist ein Gemeindeteil der Stadt Ebern im unterfränkischen Landkreis Haßberge in Bayern.

## Geografie
Das Dorf liegt im östlichen Teil des Landkreises im Baunachgrund. Eine Barockbrücke aus dem 18. Jahrhundert überspannt in Frickendorf die Baunach und verbindet den Ort mit Fischbach.

## Geschichte
Der Ortsname geht wohl auf den Personennamen „Friko“ oder „Fricko“ zurück.
Der Ort wurde erstmals im Jahre 1231 urkundlich erwähnt, als Hermann I. von Lobdeburg, Bischof von Würzburg, Güter in „Vrichendorf“ als Lehen an Hermann von Raueneck zurückgab. Die nächste Nennung folgte 1232 in der Teilungsurkunde des Würzburger Bischofs, in der Ebern von der Pfarrei Pfarrweisach getrennt wurde und unter anderem „frickendorf“ bei der Mutterkirche verblieb.
Die Mühle in „Frikendorf“ wurde erstmals 1303/1313 erwähnt. Damals erhielten in dem Ort die Herren von Lichtenstein einen halben Zehnt und drei Hufen als Lehen sowie Johannes Flieger zwei Güter als Lehen. 1433 wurden die Herren von Rotenhan erstmals als Dorfherren erwähnt. Die meisten Untertanen des ganerbliches Dorfes gehörten zum Hochstift Würzburg. 1830 hatte Frickendorf 111 Einwohner, von denen 101 katholisch waren.
Um 1845 gab es zwei Wirtschaften in dem Dorf. 1862 wurde die Ruralgemeinde Brünn mit dem Ort Frickendorf in das neu geschaffene bayerische Bezirksamt Ebern eingegliedert. Das Dorf zählte 97 Einwohner im Jahr 1871. Es gehörte zur katholischen Pfarrgemeinde im 3,5 Kilometer entfernten Pfarrweisach und zur evangelischen Pfarrgemeinde im 4,5 Kilometer entfernten Eyrichshof. Eine katholische Bekenntnisschule befand sich im 2,0 Kilometer entfernten Kraisdorf, die evangelische im 2,0 Kilometer entfernten Brünn. 1900 hatte die 600,27 Hektar große Landgemeinde Brünn mit ihren beiden Orten 261 Einwohner, von denen 101 katholisch waren. In Frickendorf lebten 103 Personen im 20 Wohngebäuden. Im Jahr 1925 waren es 119 Personen in 19 Wohngebäuden.
1950 hatte das Dorf 159 Einwohner und 21 Wohngebäude. Es gehörte weiterhin zur katholischen Pfarrgemeinde in Pfarrweisach und evangelischen Pfarrgemeinde in Eyrichshof. Im Jahr 1961 zählte Frickendorf 126 Einwohner und 22 Wohngebäude. 1970 waren es 123 und 1987 120 Einwohner sowie 30 Wohngebäude mit 33 Wohnungen.
Am 1. Juli 1972 wurden Brünn und Frickendorf nach Ebern eingegliedert. Zeitgleich kamen die Orte im Rahmen der Gebietsreform in Bayern vom aufgelösten Landkreis Ebern zum neuen Haßberg-Kreis.

## Baudenkmäler

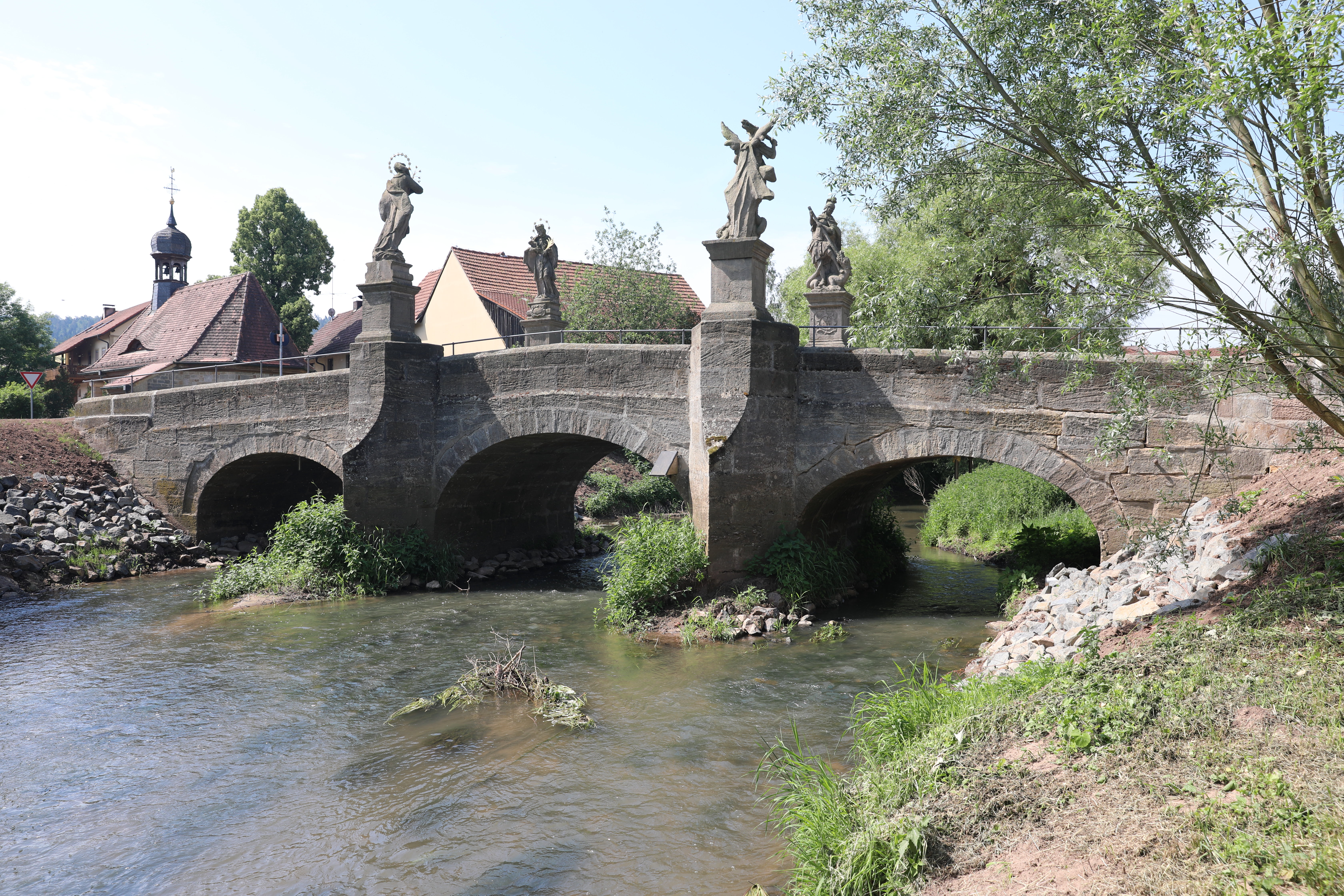
Baunachbrücke

Um 1750 wurde die Barockbrücke über die Baunach errichtet. Das Bauwerk besteht aus Rhätsandstein und hat drei Bögen. Vier Heiligenfiguren stehen auf den Pfeilern. Die Bogenbrücke wurde 1966 und 2017 instand gesetzt.

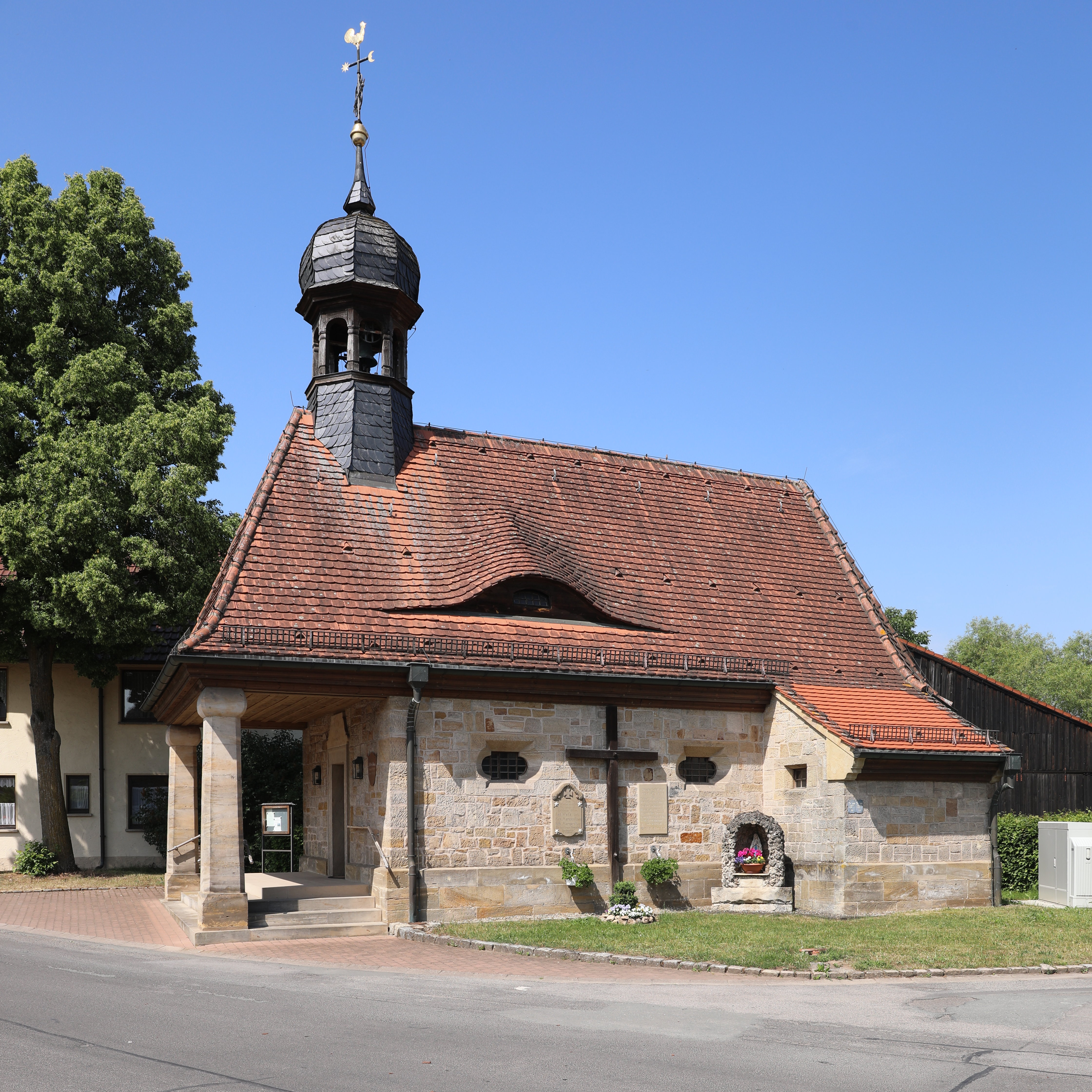
Katholische Kapelle St. Wendelin

Die katholische Kapelle St. Wendelin wurde 1928/1929 errichtet. Es ist ein Saalbau aus Sandstein mit einem Dreiachtelschluss Chor und einem pfeilergestützten Vorbau. Den oberen Abschluss bildet ein Walmdach mit einem Dachreiter und Zwiebelhaube. Die 1990 aufgestellte Orgel hat ein Manual und sechs Register.